# Ken Broderick
Kenneth Lorne Broderick (Toronto, Ontario, 1942. február 16. – 2016. március 13.) profi jégkorongozó kapus.

## Életpályája
Komolyabb junior karrierjét a OHA-s Toronto Marlborosban kezdte, ahol három idényt játszott. Még egy évet játszott az OHA-ban a Brampton Seven-Ups csapatába. De ezt megelőzően szerepelt az IHL-es St. Paul Saintsban három mérkőzésen. A 60-as évek közepén leginkább a válogatott színeiben szerepelt. Részt vett az 1965-ös és 1966-os jégkorong-világbajnokságon és az 1964-es és az 1968-as téli olimpián is. 1968-ban kezdett el játszani a Phoenix Roadrunnersben majd az Iowa Starsban. Az 1969–1970-es szezonban bemutatkozott az NHL-ben a Minnesota North Stars színeiben. Összesen hét mérkőzésen lépett jégre. Ezután játszott még a Phoenix Roadrunnersben, a Oakville Oaksban, a Galt Hornetsben és San Diego Gullsban mire ismét fellépehetett az NHL-ben. Ekkor (1973–1974) a Boston Bruins csapatában játszott öt mérkőzésen. Ezután játszott még a Boston Braves és a San Diego Gullsban és így a következő szezonban ismét játszhatott a Bruinsban 15 mérkőzést. Többet már nem játszott az NHL-ben. Szerepet kapott még a Rochester Americansben és a Binghamton Dusters. Játszott az akkor még WHA-as Edmonton Oilersben és a Quebec Nordiquesben. 1978-ban vonult vissza.

## Díjai
- Olimpia All-Star Csapat: 1968
- Az olimpia legjobb kapusa: 1968
- WHL Első All-Star Csapat: 1973
- Leading Goaltender Award: 1973
- Leader Cup: 1973